# Венгровски окръг
Венгровски окръг (на полски: Powiat węgrowski) е окръг в Източна Полша, Мазовско войводство. Заема площ от 1220,76 км2. Административен център е град Венгров.

## География
Окръгът обхваща земи от историческите области Мазовия и Подлясия. Разположен е в източнана част на войводството.

## Население
Населението на окръга възлиза на 67 830 души (2013 г.). Гъстотата е 56 души/км2.

## Административно деление
Административно окръгът е разделен на 9 общини.
Градска община:
- Венгров

Градско-селска община:
- Община Лохов

Селски общини:
- Община Грембков
- Община Коритница
- Община Лив
- Община Медзна
- Община Садовне
- Община Сточек
- Община Вежбно

## Галерия
- Венгров
- Лохов